# Phasia subnitida
Phasia subnitida är en tvåvingeart som beskrevs av Sun 2003. Phasia subnitida ingår i släktet Phasia och familjen parasitflugor. Inga underarter finns listade i Catalogue of Life.